# Borstverkleining

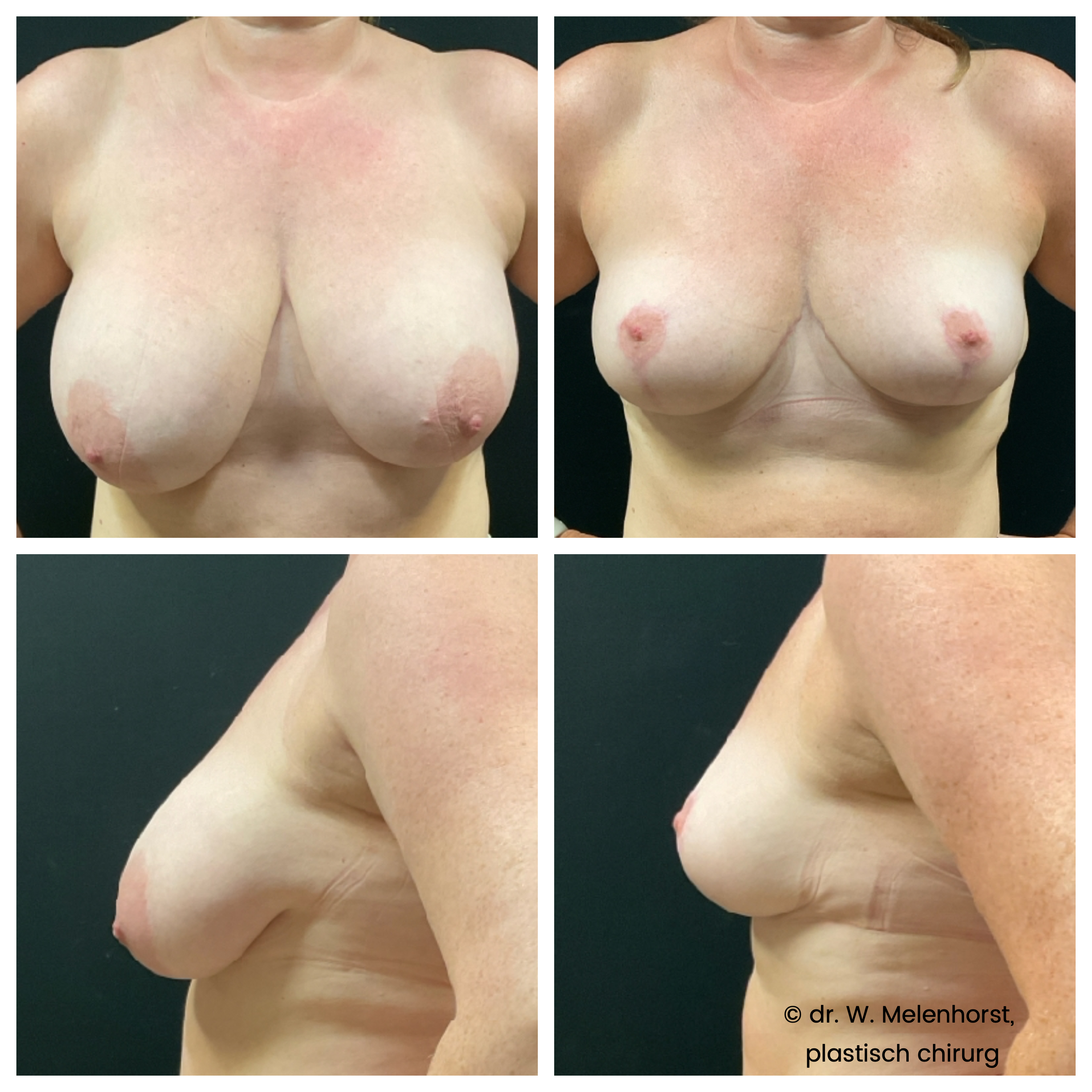
Borstverkleining van 507 gram van de rechter borst en 400 gram van de linker borst. Linker foto's: situatie voor de operatie. Rechter foto's: het resultaat na de operatie.

Borstverkleining is een chirurgische ingreep waarbij de borsten van een vrouw worden verkleind door vet-, huid- en klierweefsel weg te nemen. De medische term voor borstverkleining is mamma reductie (Latijn mamma: borst). Te grote of te zware borsten kunnen leiden tot fysieke en mentale klachten; meestal speelt er een combinatie van beide. Tot de fysieke klachten behoren nek-, rug-, en schouderpijn, hoofdpijn, en striemende beha-banden. Soms ontstaat ook pijn in de borsten zelf. De mentale klachten bestaan uit schaamte en onzekerheid, die in sommige gevallen kunnen leiden tot een angststoornis of depressie. Zware borsten gaan in de loop van de tijd steeds meer hangen en uitzakken, hetgeen ptose of ptosis van de borsten wordt genoemd. Door het uitzakken, ontstaat er contact en wrijving tussen de huid van de onderkant van de borst en de huid van de bovenbuik. Bestaat dit langere tijd, dan kan dit leiden tot huidirritatie, jeuk, schimmelinfectie of zelfs wonden. Dit laatste wordt smetklachten of smetplekken genoemd.  
Een borstverkleining valt vaak onder de noemer “medisch noodzakelijk”, waardoor de zorgverzekeraar de behandeling vergoedt. De criteria om voor vergoeding in aanmerking te komen zijn een cupmaat groter dan D, een BMI (body mass index) lager dan 30, en het hebben van fysieke klachten die niet reageren op adequate conservatieve maatregelen, zoals spierkrachttraining, fysiotherapie en het dragen van goede beha’s. Ook het hebben van smetplekken of de aanwezigheid van ongelijke (asymmetrische) borsten kan een reden zijn voor het vergoeden van een borstverkleining. Vrouwen kunnen ook vanwege cosmetische redenen voor een borstverkleining kiezen. In die gevallen is er geen vergoeding uit de zorgverzekering mogelijk.
In Nederland ondergaan jaarlijks ruim 5500 vrouwen een medische borstverkleining. Getallen over de cosmetische, onverzekerde borstverkleiningen zijn in Nederland niet bekend. In de Verenigde Staten is er de laatste jaren een duidelijke toename in het aantal uitgevoerde borstverkleiningen. In 2023 werden er meer dan 76.000 borstverkleiningen uitgevoerd, een stijging van 64% sinds 2019.
Er bestaat een aantal chirurgische technieken om borsten te verkleinen. De meest uitgevoerde techniek is de anker-techniek, waarbij er naderhand een ankervormig litteken achterblijft. In het Engels wordt dit de “inverted-T” techniek genoemd. Deze techniek maakt het mogelijk om een uitgebreide verkleining van de borst te bereiken, hetgeen nodig is bij de meeste vrouwen die voor een borstverkleining kiezen. De sleutelgat-techniek, waarbij er naderhand een beperkter litteken achterblijft - in de vorm van een lolly - is in een minderheid van gevallen mogelijk. Ten slotte is het in uitzonderlijke gevallen mogelijk om met liposuctie tot een afdoende verkleining van de borsten te komen.
Het belangrijkste doel van een borstverkleining is om de fysieke klachten te doen verminderen door het overmatige gewicht van de borsten weg te nemen. Het verhelpen van de mentale klachten is een belangrijk aanvullend doel. Naast de behandeling van de fysieke en mentale klachten, behoort ook het herstellen van de borstvorm tot het doel van de operatie. Borstvorm herstel gebeurt met een techniek van borstlift; bij te zware en te grote borsten is er namelijk sprake van ptose (hang) van de borst. Ook een tepelhofcorrectie kan aangewezen zijn, omdat de tepelhof bij de meeste vrouwen met te grote borsten onevenredig groot is door oprekking.
De belangrijkste nadelen van een borstverkleining zijn blijvende littekens op de borsthuid, de kans op een verminderd gevoel in de tepel, en een kleinere kans op succesvolle borstvoeding. De meest voorkomende complicaties bij een borstverkleining operatie zijn het optreden van een nabloeding, een infectie of een vertraagde wondgenezing. Deze complicaties zorgen voor een trager herstel, maar leiden nagenoeg nooit tot blijvende schade. Uit wetenschappelijk onderzoek blijkt dat de tevredenheid met de voordelen van een borstverkleining voor vrijwel alle vrouwen opweegt tegen de nadelen, ook als er zich tijdens of na de operatie een complicatie voordoet.

Een borstverkleining kan eveneens worden uitgevoerd bij mannen die aan gynaecomastie (borstvorming bij mannen) lijden.